# Rady ewangeliczne
Rady ewangeliczne – w chrześcijańskiej moralności wskazania Ewangelii, które są zaproszeniem do doskonalszego wypełnienia Prawa Bożego niż proste przestrzeganie Dekalogu. Szczególną formą realizacji rad jest życie konsekrowane.

## Rady ewangeliczne a Dekalog
Dziesięć Przykazań zawiera przede wszystkim polecenia w formie zakazów, zabraniających czynów niezgodnych z uznaniem  Boga jako swego Pana, większość z nich ma formę zakazu: Nie będziesz miał bogów cudzych, nie będziesz wymawiał imienia Pana Boga twego... nie zabijaj, nie kradnij, nie cudzołóż itd. Rady ewangeliczne koncentrują się na pozytywnym wskazaniu jak można żyć w przymierzu z Bogiem w Chrystusie, aby być doskonałym, jak doskonały jest Ojciec wasz niebieski (por. Mt 5,48). Są one zaproszeniem a nie przykazaniem. Zdolność do odpowiedzenia na to zaproszenie skierowane przez Słowo Boże, jest uwarunkowana stopniem świadomego przyjęcia w swym życiu Ducha Świętego, którego każdy chrześcijanin otrzymuje we chrzcie. Rady ewangeliczne opisane są w m.in. w Kazaniu na górze (Mt 5–7; Łk, ale także w przypowieści o bogatym młodzieńcu (por. Mt 19,16–30) i w innych miejscach.
Katechizm Kościoła Katolickiego tak wyjaśnia rady ewangeliczne:

N. 1973: Poza przykazaniami Nowe Prawo zawiera także rady ewangeliczne. Tradycyjne rozróżnienie między przykazaniami Bożymi a radami ewangelicznymi opiera się na ich relacji do miłości, czyli doskonałości życia chrześcijańskiego. Celem przykazań jest odrzucenie tego, co jest niezgodne z miłością. Celem rad jest oddalanie tego, co nawet nie sprzeciwiając się miłości, może stanowić przeszkodę w jej rozwoju.

## Rady ewangeliczne a życie konsekrowane
W historii Kościoła katolickiego, od wczesnych wieków aż do dziś, za szczególny przejaw życia radami ewangelicznymi uznaje się życie  konsekrowane, przybierające często formę życia mniszego lub zakonnego. Całość życia radami zbiera się w trzech ślubach, które obejmują: dobrowolne ubóstwo (rezygnacja z osobistego majątku), czystość (celibat) i posłuszeństwo (podporządkowanie się przełożonym). Jezus podaje je w Ewangelii Marka (10, 21.29–30), jednakże nie w kategorii nakazów.

## Rady ewangeliczne w stanie kapłańskim
Mimo że rady ewangeliczne tradycyjnie są kojarzone z życiem zakonnym, w teologii mówi się także o możliwości życia w duchu czystości, ubóstwa i posłuszeństwa w stanie kapłańskim. Św. Jan Paweł II w adhortacji "Pastores dabo vobis" wskazuje na posłuszeństwo apostolskie. To pojęcie polega na uznaniu i miłości Kościoła, co objawia się w solidarnej i dyspozycyjnej (pastoralnej) służbie podporządkowanej strukturze hierarchicznej. Kapłan, który żyje w duchu ubóstwa, innymi słowy stara się naśladować ubóstwo Chrystusa poprzez brak przywiązania do rzeczy materialnych i prostotę życia. Również życie w celibacie może być wyrazem praktykowania rady czystości: "[...] dziewictwo urzeczywistnia sens oblubieńczy ciała poprzez wspólnotę i oddanie siebie Jezusowi Chrystusowi i Jego Kościołowi. Ta zaś wspólnota życia i miłości oraz oddanie się Bogu jest partycypacją i zapowiedzią doskonałej komunii z Chrystusem, która wypełni się w Królestwie Bożym. [...] Jak wynika z nauczania Papieża Jana Pawła II, celibat jest upodobnieniem się do Jezusa Chrystusa – Najwyższego Kapłana, który zaleca uczniom bezżenność dla Królestwa Niebieskiego. Dzięki niemu, prezbiter może lepiej wypełniać swoją posługę wobec Ludu Bożego, zachowuje bowiem stałą dyspozycyjność wobec Boga i Kościoła". Życie w duchu rad ewangelicznych jest także istotne dla kleryków, którzy przygotowują się do przyjęcia sakramentu kapłaństwa: "Bez wątpienia konieczna jest solidna formacja na płaszczyźnie duchowej, aby kandydat do kapłaństwa był gotowy do podjęcia życia w celibacie, posłuszeństwa wobec własnego ordynariusza oraz był wolny od rzeczy materialnych". 